# PEC in het seizoen 1947/48
Het seizoen 1947/1948 was het 37e jaar in het bestaan van de Zwolse voetbalclub PEC. De club kwam uit in de Tweede Klasse Oost B en nam ook deel aan het toernooi om de KNVB beker.

## Wedstrijdstatistieken

### Tweede Klasse B
| Labor                                                       |                              |               |                                            |
|                                                             | PEC                          | 1 – 2 (? – ?) | DVV Labor                                  |
| 14 februari 1948 Plaats: Zwolle Gemeentelijk Sportpark      |                              |               |                                            |
|                                                             | DVV Labor                    | 1 – 4 (? – ?) | PEC                                        |
| 9 november 1947 Plaats: Deventer Sportpark Labor            |                              |               |                                            |
| Z.A.C.                                                      |                              |               |                                            |
|                                                             | PEC                          | 2 – 0 (? – 0) | ZAC                                        |
| 5 oktober 1947 Plaats: Zwolle Gemeentelijk Sportpark        |                              |               |                                            |
|                                                             | ZAC                          | 2 – 2 (? – ?) | PEC                                        |
| 18 januari 1948 Plaats: Zwolle Sportpark Veerallee          |                              |               |                                            |
| W.V.C.                                                      |                              |               |                                            |
|                                                             | PEC                          | 1 – 0 (0 – 0) | WVC                                        |
| 25 januari 1948 Plaats: Zwolle Gemeentelijk Sportpark       | Niet bekend 82' (pen.)       |               |                                            |
|                                                             | WVC                          | 1 – 4 (? – ?) | PEC                                        |
| 26 oktober 1947 Plaats: Winterswijk Sportpark De Morgenzon  |                              |               |                                            |
| Robur et Velocitas                                          |                              |               |                                            |
|                                                             | PEC                          | 3 – 1 (1 – 0) | Robur et Velocitas                         |
| 23 november 1947 Plaats: Zwolle Gemeentelijk Sportpark      | Jan Doorneweert 30' Dros 53' |               | 75' Bruinink                               |
|                                                             | Robur et Velocitas           | 0 – 3 (0 – 1) | PEC                                        |
| 29 februari 1948 Plaats: Apeldoorn Sportpark Kerschoten     |                              |               | Wim Overmars Jan Reiziger 80' Jan Reiziger |
| Sallandia                                                   |                              |               |                                            |
|                                                             | PEC                          | 2 – 0 (? – 0) | DVV Sallandia                              |
| 16 november 1947 Plaats: Zwolle Gemeentelijk Sportpark      |                              |               |                                            |
|                                                             | DVV Sallandia                | 3 – 5 (? – ?) | PEC                                        |
| 21 december 1947 Plaats: Deventer Sportpark Sallandia       |                              |               |                                            |
| Doetinchem                                                  |                              |               |                                            |
|                                                             | PEC                          | 2 – 1 (? – ?) | VV Doetinchem                              |
| 7 maart 1948 Plaats: Zwolle Gemeentelijk Sportpark          |                              |               |                                            |
|                                                             | VV Doetinchem                | 2 – 1 (? – ?) | PEC                                        |
| 30 november 1947 Plaats: Doetinchem Sportpark De Bezelhorst |                              |               |                                            |
| Zutphania                                                   |                              |               |                                            |
|                                                             | PEC                          | 2 – 1 (? – ?) | ZVV Zutphania                              |
| 14 december 1947 Plaats: Zwolle Gemeentelijk Sportpark      |                              |               |                                            |
|                                                             | ZVV Zutphania                | 1 – 3 (? – ?) | PEC                                        |
| 14 september 1947 Plaats: Zutphen Sportpark Park van Eme    |                              |               |                                            |
| Aalten                                                      |                              |               |                                            |
|                                                             | PEC                          | 3 – 3 (? – ?) | VV Aalten                                  |
| 12 oktober 1947 Plaats: Zwolle Gemeentelijk Sportpark       |                              |               |                                            |
|                                                             | VV Aalten                    | 0 – 3 (0 – ?) | PEC                                        |
| 4 januari 1948 Plaats: Aalten Sportpark Zuid                |                              |               |                                            |
| Rijssen Vooruit                                             |                              |               |                                            |
|                                                             | PEC                          | 0 – 0         | VV Rijssen Vooruit                         |
| 21 maart 1948 Plaats: Zwolle Gemeentelijk Sportpark         |                              |               |                                            |
|                                                             | VV Rijssen Vooruit           | 0 – 4 (0 – ?) | PEC                                        |
| 2 november 1947 Plaats: Rijssen Sportpark Zuid              |                              |               |                                            |

### Promotiecompetitie
| HVV Hengelo                                        |                                                      |               |                |
|                                                    | PEC                                                  | 2 – 0 (0 – 0) | HVV Hengelo    |
| 4 april 1948 Plaats: Zwolle Gemeentelijk Sportpark | Gé Maalstee 46' Wim Overmars 84'                     |               |                |
|                                                    | HVV Hengelo                                          | 2 – 0 (1 – 0) | PEC            |
| 17 mei 1948 Plaats: Hengelo Sportpark De Waarbeek  | Brummelhaar of van der Kuilen (pen) 15' Naber 75'    |               |                |
| AVC Vitesse                                        |                                                      |               |                |
|                                                    | PEC                                                  | 2 – 0 (0 – 0) | ACV Vitesse    |
| 9 mei 1948 Plaats: Zwolle Gemeentelijk Sportpark   | Wim Overmars                                         |               |                |
|                                                    | ACV Vitesse                                          | 3 – 0 (2 – 0) | PEC            |
| 11 april 1948 Plaats: Arnhem Monnikenhuize         | Frans de Winther 28' Rinus Lassche 43' Jan Dommering |               |                |
| SV TEC                                             |                                                      |               |                |
|                                                    | PEC                                                  | 1 – 2 (0 – 0) | SV TEC         |
| 2 mei 1948 Plaats: Zwolle Gemeentelijk Sportpark   | Wim Overmars                                         |               | Smits van Gent |
|                                                    | SV TEC                                               | 2 – 0 (1 – 0) | PEC            |
| 25 april 1948 Plaats: Tiel Sportpark De Lok        | Lavieren 7' van Hasselt                              |               |                |

### KNVB beker
| 3e ronde                                          | P.E.C. | 0 – 3 (0 – ?) | Fortuna |
| 23 mei 1948 Plaats: Zwolle Gemeentelijk Sportpark |        |               |         |

## Statistieken PEC 1947/1948

### Eindstand PEC in de Nederlandse Tweede Klasse 1947 / 1948
| Stand | Gespeeld | Gewonnen | Gelijk | Verloren | Punten | Doelpunten voor | Doelpunten tegen |
| ----- | -------- | -------- | ------ | -------- | ------ | --------------- | ---------------- |
| 1e    | 18       | 13       | 3      | 2        | 29     | 45              | 18               |

### Punten per tegenstander
|       | Labor | Z.A.C. | W.V.C. | Robur et Velocitas | Sallandia | Doetinchem | Zutphania | Aalten | Rijssen Vooruit |
| ----- | ----- | ------ | ------ | ------------------ | --------- | ---------- | --------- | ------ | --------------- |
| Thuis | 0     | 2      | 2      | 2                  | 2         | 2          | 2         | 1      | 1               |
| Uit   | 2     | 1      | 2      | 2                  | 2         | 0          | 2         | 2      | 2               |

### Doelpunten per tegenstander
|       | Labor | Z.A.C. | W.V.C. | Robur et Velocitas | Sallandia | Doetinchem | Zutphania | Aalten | Rijssen Vooruit | Totaal |
| ----- | ----- | ------ | ------ | ------------------ | --------- | ---------- | --------- | ------ | --------------- | ------ |
| Thuis | 1     | 2      | 1      | 3                  | 2         | 2          | 2         | 3      | 0               | 16     |
| Uit   | 4     | 2      | 4      | 3                  | 5         | 1          | 3         | 3      | 4               | 29     |
|       |       |        |        |                    |           |            |           |        |                 | 45     |